# 植村直己冒険館

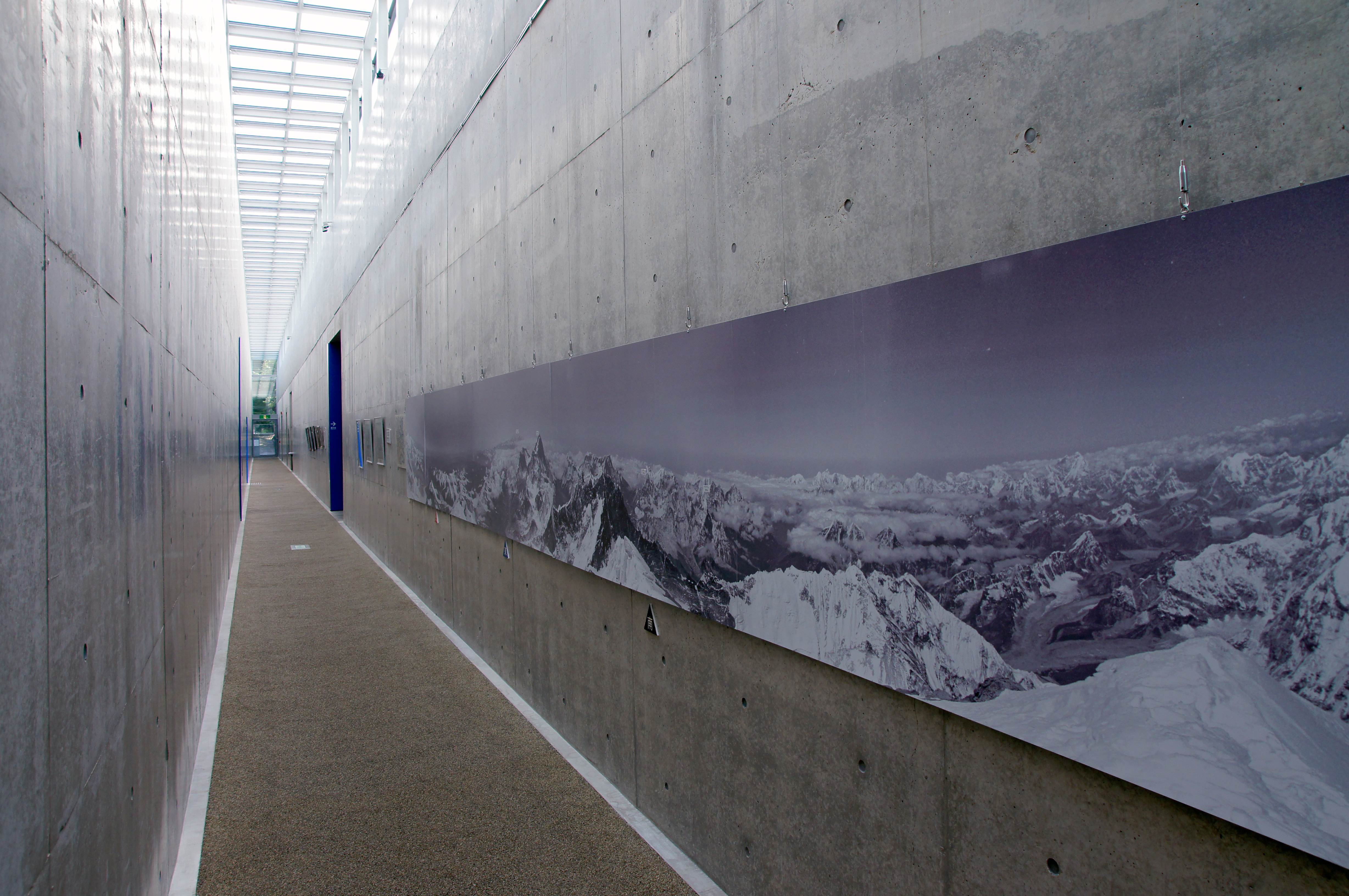
本館内部

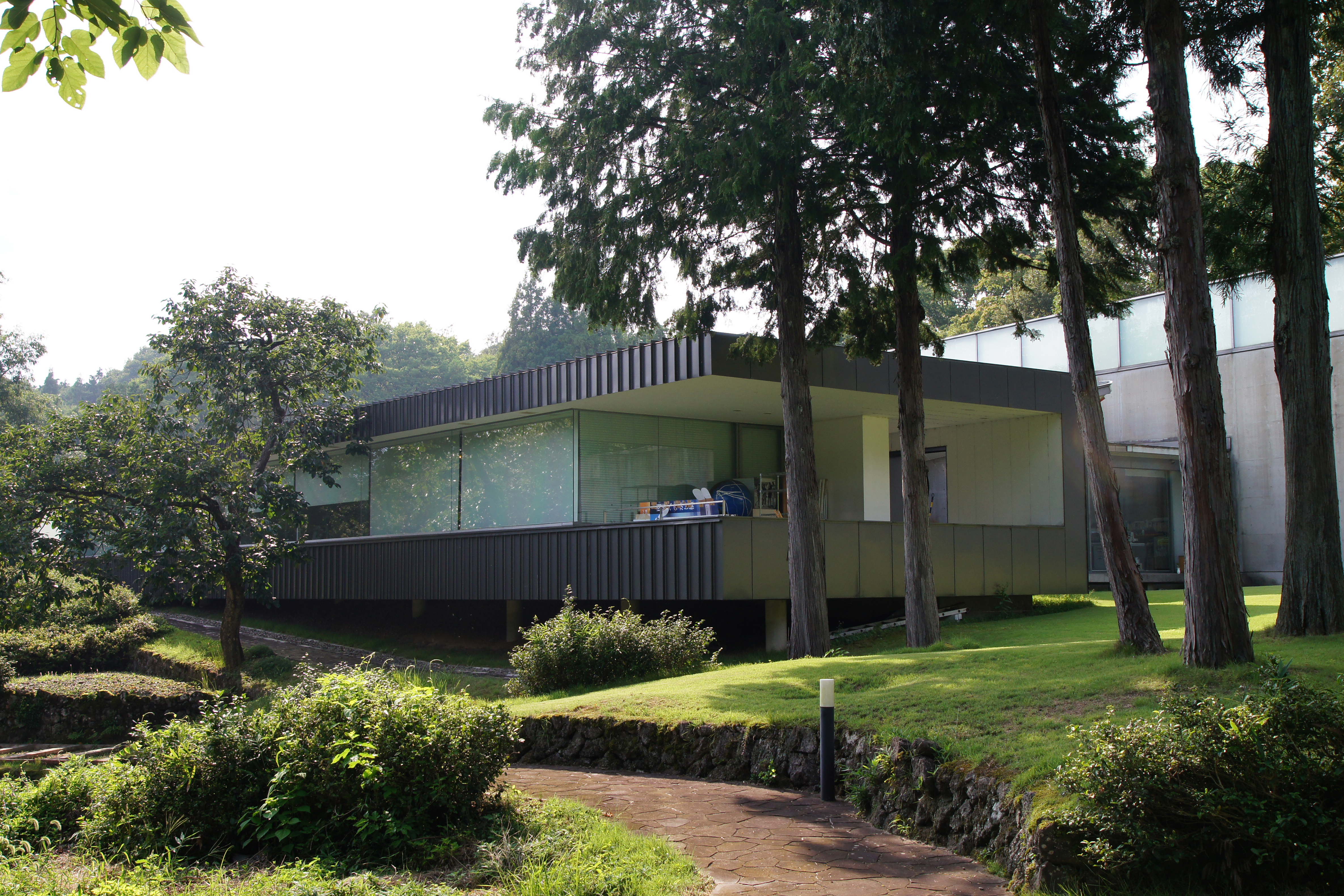
新館

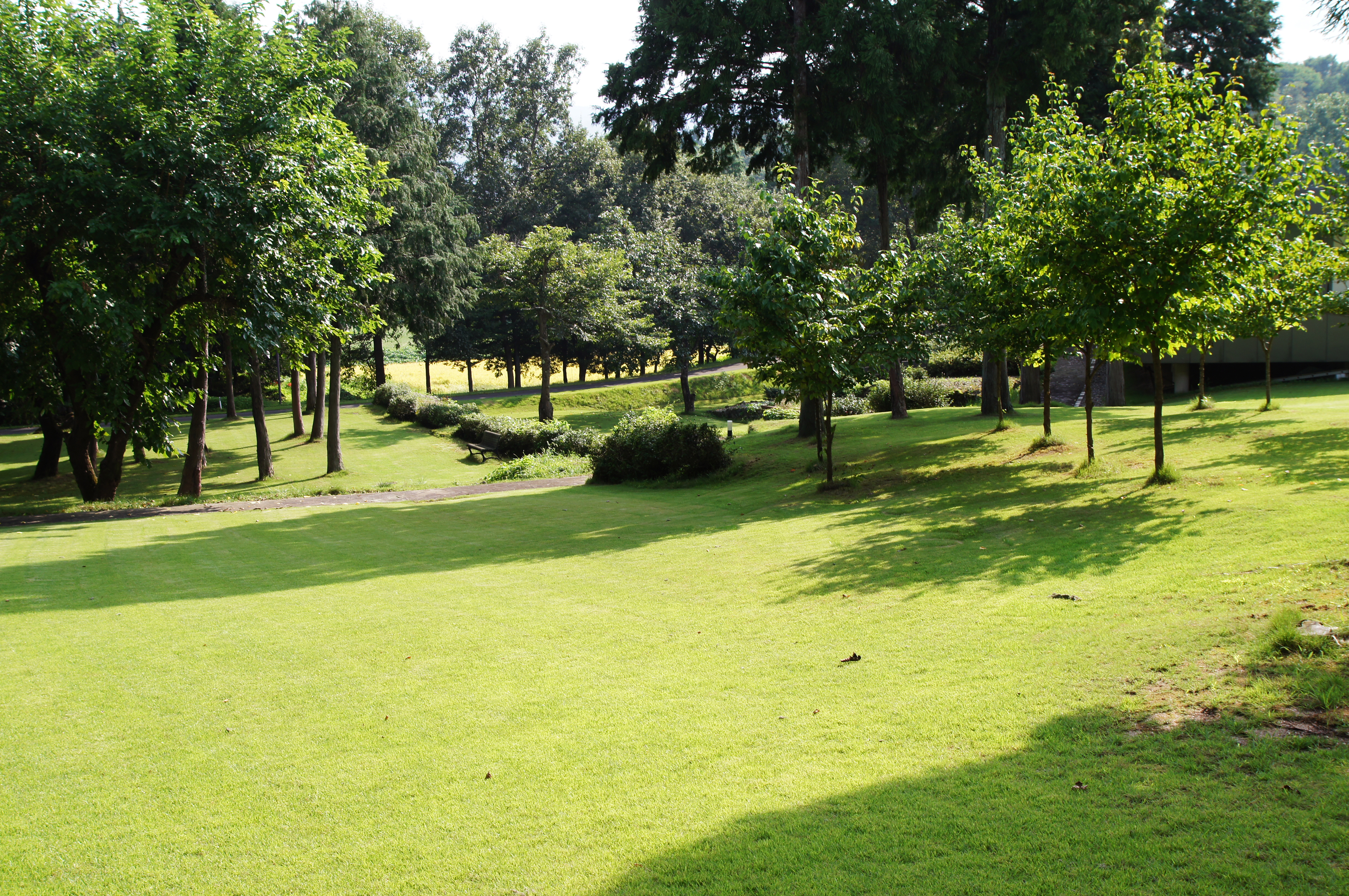
庭園

植村直己冒険館（うえむらなおみぼうけんかん）は、兵庫県豊岡市の植村直己記念スポーツ公園内にある博物館。郷土出身の“英雄”で、国民栄誉賞を受賞した世界的な冒険家でもある植村直己の偉業の顕彰を目的として1994年4月に開館した。

## 概要
植村直己の遺族から寄贈された北極圏犬ぞり単独行の装備品を含む約300点の遺品や記念品、写真、映像などが展示されている。植村を紹介するとともに冒険の技術等も紹介している。
豊岡市立植村直己冒険館の設置及び管理に関する条例では、当館の施設として本館、研修棟、機能強化施設（以上、豊岡市日高町伊府785番地）及びちびっこ広場（豊岡市日高町伊府854番地）が定められている。
建築家の栗生明が設計した冒険館本館は、構造物の大半が地中にあるユニークなデザインでもある。
2003年1月に新館が落成し、全館リニューアルオープンした。
その後、2021年4月20日に子ども向けに体験や遊びのプログラムを提供する「どんぐりbase」（大型ネット遊具、クライミング、ツリーイング設備等）を設置するなどリニューアルオープンした。

## 施設
- 常設展示室 - 7つのゾーン
- 企画展示室
- 会議室
- カフェスペース
- 『植村直己冒険賞』受賞者コーナー
- 映像ホール - 150インチ画面、植村直己の記録映画上映
- 図書コーナー - 登山・極地・冒険・探検関連書籍を約1,200冊所蔵
- クライミングウォール体験コーナー
- 「星のクライマー」歌碑 - 松任谷由実が植村をイメージして作詞した曲の歌碑で、2025年3月17日に設置され除幕式が行われた[4]。

## 主な展示品
- 世界五大陸最高峰の頂上の石
- 天測用六分儀（ろくぶんぎ）、ピッケル、テント、登山靴、石油コンロなどの装備品
- 北極圏犬ぞり単独行に使用した犬ぞり

## 建築概要
- 設計― 栗生明
- 構造― 鉄筋コンクリート造、一部鉄骨造
- 受賞― 日本建築学会賞（1996年度）、土木学会デザイン賞優秀賞（植村直己記念スポーツ公園とともに）、公共建築百選に選出（1998年）

## 周辺情報
- 神鍋高原
  - 兵庫県立但馬ドーム、十戸滝、八反滝、神鍋温泉、神鍋山
- 但馬国府・国分寺館（栗生明設計）、但馬国分寺跡